# George Edwin Ellison
George Edwin Ellison, född 1878 i Leeds England, död 11 november 1918 i Mons Belgien. George Edwin Ellison var den sista engelska soldaten att dö under Första världskriget.
George Edwin Ellison var född 1878 i Leeds och arbetade som gruvarbetare. När första världskriget bröt ut 1914 blev han inkallad och var med i stora slag som Första slaget vid Ypern, Slaget vid Loos, Slaget vid Cambrai.
Efter att ha överlevt kriget ända sen starten blev Ellison dödad 09.30, bara 1,5 timme innan vapenstilleståndet som började klockan 11.00.